# BM Opłot

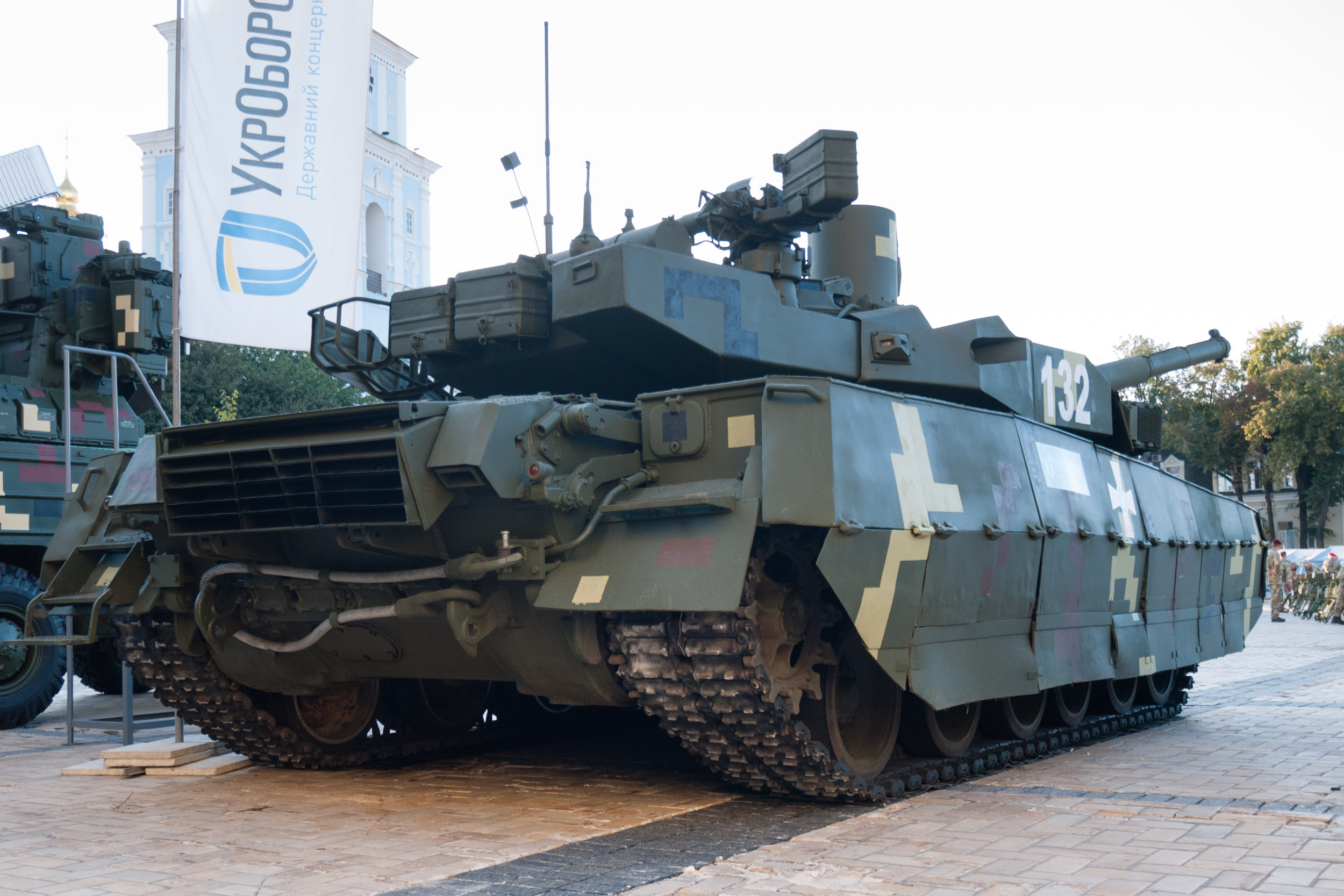
BM Oplot, widok od tyłu

BM Oplot lub Oplot-M – ukraiński czołg podstawowy, będący głęboką modernizacją czołgu T-84.

## Powstanie czołgu BM Oplot
W czasach Związku Socjalistycznych Republik Radzieckich Charków był jednym z największych i najważniejszych ośrodków zbrojeniowych w Układzie Warszawskim. Właśnie na Ukrainie powstały czołgi T-34, T-44, T-54, T-55, T-64 oraz T-84.
Nowy ukraiński czołg, określony jako Opłot-M zaprezentowano w drugiej połowie 2008 roku. Zmodernizowany czołg ma nowy panoramiczny celownik dowódcy, będący dominującym elementem jego sylwetki. Jest to urządzenie dzienno-nocne, zintegrowane z dalmierzem laserowym.
Montując nowy celownik zrezygnowano z charakterystycznej i znajdującej się w poprzednich wersjach wieżyczki dowódcy ze sterowanym odległościowo wkm 12,7 mm. Wkm KT-12,7, został przeniesiony na nowe stanowisko, znajdujące się z tyłu wieży. Reszta elementów systemu kierowania ogniem nie uległa zmianie.
W stosunku do Opłota i Jatagana, w nowym Opłocie-M zwiększono dość znacząco pancerz. Szacuje się, że ta wersja ma masę przekraczającą 50 ton. Najbardziej narażone na ostrzał powierzchnie czołgu zostały osłonięte modułami z dwuwarstwowym pancerzem reaktywnym Nóż-2.
Opłot-M uzbrojony jest w armatę KBA-3 kalibru 125 mm. Szybkostrzelność tej wersji T-84 wynosi 9 strz./min. Czołg wyposażono w optoelektroniczny system przeciwdziałania – ukraiński odpowiednik Sztory o nazwie Warta. Ostrzega on o opromieniowaniu czołgu wiązką lasera, pochodzącą np. z dalmierza.
Opłota-M napędza silnik wysokoprężny 6TD-2E, rozwijając moc 1200 KM przy 2600 obr./min. Jednostka napędowa jest dwusuwowa z zapłonem samoczynnym, bezpośrednim wtryskiem i mechanicznym doładowaniem.
Próby państwowe Opłota-M zakończyły się w kwietniu 2009 roku. 3 czerwca został oficjalnie przyjęty do uzbrojenia Sił Zbrojnych Ukrainy. Do końca 2009 roku 10 nowych wozów miało zasilić 17. Brygadę Pancerną. Wspomina się o łącznie 29 pojazdach, które miałyby wejść do służby do końca 2010 roku.

## Konstrukcja
Czołg posiada wielowarstwowy pancerz czołowy oraz wyposażony jest w automat ładowania armaty (elektromechaniczny zespół automatycznego ładowania), co pozwoliło na zredukowanie załogi do trzech żołnierzy (dowódca, działonowy i kierowca-mechanik).

### Opancerzenie
BM Opłot jest silnie opancerzony. Stanowi je zasadniczy pancerz warstwowy, ale także wbudowane w niego elementy (w kadłubie, wieży, burtach) pancerza reaktywnego Nóż. Odporność balistyczna jest jeszcze większa przy zastosowaniu dwuwarstwowego pancerza reaktywnego Duplet, będącego cięższą wersją rozwojową Noża.

### Uzbrojenie

#### Uzbrojenie główne
- armata gładkolufowa 125 mm KBA-3.

#### Uzbrojenie dodatkowe
- sprzężony z armatą karabin maszynowy KT-7.62 kalibru 7,62 mm
- przeciwlotniczy karabin maszynowy KT-12.7 NSW kalibru 12,7 mm

### Wyposażenie
Załoga BM Opłot dysponuje zestawem peryskopów. Czołg ma w wyposażeniu moduł nawigacyjny TIUS-NM z odbiornikiem satelitarnym oraz zestaw nowoczesnych środków łączności, w tym radiostacje, moduł szyfrujący, komutator łączności i interkom. Czołg wyposażony jest w system ostrzegający o promieniowaniu wiązką laserową Warta (ukraińska wersja Sztory) oraz wyrzutnie granatów dymnych Tucza.